# Tomodon orestes
Espèce
Tomodon orestes  est une espèce de serpents de la famille des Dipsadidae.

## Répartition
Cette espèce se rencontre :
- en Bolivie dans le département de Tarija ;
- en Argentine dans la province de Salta.

## Publication originale
- Harvey & Muñoz, 2004 : A new species of Tomodon (Serpentes: Colubridae) from high elevations in the Bolivian Andes. Herpetologica, vol. 60, no 3, p. 364-372.